# Конюх (Однажды в сказке)
«Конюх» (англ. The Stable Boy) — восемнадцатый эпизод американского телевизионного сериала в жанре фэнтези «Однажды в сказке». Он был написан консультирующим продюсером Эдвардом Китсис и Адамом Хоровицем.

## Сюжет

### В Сторибруке
За неделю до убийства Кэтрин мы видим, как мистер Голд (Роберт Карлайл) и Реджина (Лана Паррия) совершают сделку с целью, чтобы Мэри Маргарет (Джиннифер Гудвин) обвинили в убийстве Кэтрин (Анастасия Гриффит). Выясняется также, что мистер Голд и Реджина знают, что будет с людьми, если они попытаются покинуть город. Когда Реджина спрашивает, может ли она ему доверять, ростовщик отвечает, что он всегда выполняет свои соглашения. В другом месте, как только Эмма (Дженнифер Моррисон) выходит из закусочной, Дэвид (Джош Даллас) догоняет её и просит встречи с Мэри Маргарет. Он говорит ей, что теперь он считает, что она невиновна, но Эмма отвечает, что его возлюбленной не нужны его слова, ей нужно чудо. Вернувшись в офис шерифа, Мэри Маргарет проснулась из-за Реджины, и та предлагает ей шанс признаться, но женщина настаивает на своей невиновности. Реджина говорит, что если она признается или нет, всё равно уедет из Сторибрука. Мэри Маргарет спрашивает, почему мэр ненавидит её и что она сделала ей. Позже утром Эмма, мистер Голд и Мэри Маргарет обсуждают о предстоящем деле. Мистер Голд говорит, что можно использовать самый ценный ресурс, которым является Мэри Маргарет. Сидни (Джанкарло Эспозито) приходит с тюльпанами, говоря, что он не нашел ничего на Регину, но говорит Эмме, чтобы она не волновалась и что он будет еще копать на неё. Мэри Маргарет говорит, что она будет говорить с окружным прокурором, зная, что она ничего не скрывает и что люди должны видеть её такой, какая она есть. К сожалению, Альберт Спенсер (Алан Дэйл) добивает Мэри Маргарет своими вопросами, и она в порыве говорит, что хотела убить Кэтрин. Допрос заканчивается рано.
Несколько часов спустя Эмма изучает книгу Генри, и к ней подходит Август (Эйон Бэйли). Эмма говорит, что она пытается схватиться за какую-нибудь соломинку, но ничего не получается. Он говорит ей, что когда ищет сюжет для новой книги, то перечитывает старые и находит там ниточки, из которых получается сюжет. Эмма решает, что она должна вернуться на место преступления, но когда Август предлагает ей помочь, сначала она не хочет, но потом соглашается. По пути у мужчины начинает болеть его нога, когда они идут с холма к Старому мосту. Эмма находит осколок лопаты в земле, где находилась коробка с сердцем Кэтрин. Между тем в своём доме Реджина проверяет спящего Генри (Джаред Гилмор), не подозревая, что на самом деле он не спит и сообщает Эмме по рации, что мать находится в душе и ключ под ковриком. Эмма и Август обнаруживают сломанную лопату, показывая тем, что Реджина совершила убийство. Эмма приходит в дом мэра с ордером на обыск, чтобы обыскать гараж, но после того как открывает его, лопата оказывается целой. Эмма приходит к Августу, и обвиняет его в том, что он предупредил Реджину, но тот отрицает это, и шериф уходит. Мэри Маргарет приносит свои извинения за все, что сделала. Она не знает, что сделала не так, но Реджина говорит ей, что та заслуживает этого. Вернувшись в свой кабинет, женщина сжимает в руке обручальное кольцо и говорит: «Вот и всё, Дэниел. Отомстили». В то время как Мэри Маргарет уводят в наручниках, мистер Голд говорит Эмме, что еще есть время. Расстроенная шериф разбивает вазу с тюльпанами, которую принес Сидни. Обнаружив устройство подслушивания, она понимает, что тот работает на Реджину. Когда Август выходит из закусочной, Эмма подходит к нему и приносит свои извинения за сомнение и показывает ему устройство, которое она нашла. Как только они слышат крик, то слышат плачущую Руби, которая нашла живую Кэтрин.

### В Зачарованном лесу
В Зачарованном лесу юная Реджина катается на своём коне, в то время как её отец Генри смотрит за этим. Тем не менее мать её, Кора, отчитывает дочь, потому что та якобы катается как мужчина, а должна ездить с седлом. Реджина говорит матери, что просто ездит для забавы, чему та не была удивлена. Молодой конюх Дэниел Колтер предлагает барышне седло, но та возражает, что оно ей не нужно, ругает его из-за прерывания разговора и уходит; Кора возвращает её с помощью магии. Сердитая дочь говорит ей, чтобы она прекратила это, но та отвечает, что не будет колдовать, когда Реджина станет послушной. Несчастная обещает быть такою. Дело в том, что Кора хочет дать дочери жизнь, полную богатства и высокого статуса, однако девушка не заботится об этом — она просто хочет быть самой собой. Убежав в конюшню, Реджина извиняется перед Дэниелом, а потом целует его.
На следующий день Реджина скачет в лес, чтобы встретиться с Дэниелом. Он хочет, чтобы возлюбленная вскоре рассказала родителям о них. Она объясняет юноше, что боится магии матери, однако тот отвечает, что истинная любовь является самою мощною магией из всех и может преодолеть всё. Их прервала некая девочка лет десяти на несущейся лошади, кричавшая от ужаса, и Реджина помчалась за нею. Этой всадницей оказывается маленькая Белоснежка (Бэйли Мэдисон), которая сказала, что никогда не поедет снова; девушка говорит ей, что она должна вернуться на лошадь как можно быстрее. Затем они знакомятся и благодарно обнимают друг друга.
Позже дочь Коры одевается в костюм для верховой езды, но её мать трансфигурирует наряд в бальное платье и объясняет дочери, что король Леопольд (Ричард Шифф) приезжает, чтобы поблагодарить её лично за спасение Белоснежки. Король приходит, объясняя, что Белоснежка лишилась матери и, тем не менее, он встретил ту, кто проявляет интерес к его дочери. В результате он просит руки Реджины, на что радостная Кора соглашается. Позже в ту же ночь девушка бежит к Дэниелу, прося его жениться на ней, и объясняет ужасную ситуацию с Леопольдом и согласием Коры на свадьбу её с королём. Она объясняет, что единственный выход — это сбежать, покинуть дворец и тайно пожениться. Конюх дарит Реджине золотое кольцо — залог того, что они жених и невеста, супруги в этом мире и в других; они обручены навеки. Тем временем пришедшая Белоснежка открывает дверь, заходит в конюшню и удивляется их поцелую, затем убегает. Реджина бежит за нею в лес и догоняет её после того, как она спотыкается и падает. Когда Белоснежка спрашивает, почему её спасительница целовалась с Дэниелом, дочь Коры объясняет, что она не любит Леопольда, и цитирует, что истинная любовь является мощнейшей магией из всех. Девочка улыбается после объяснения, но Реджина просит её держать это в тайне от Коры. Белоснежка обещает сохранить секрет.
На следующий день Белоснежка смотрит на цветы. Кора приходит к ней и просит не бояться своего грозного вида, а затем спрашивает её, почему Реджина холодна к ней, Коре. Колдунья присовокупляет также, что она делает всё, чтобы дочь была счастлива. Наивная Снежка говорит собеседнице, чтобы она не заставляла Реджину идти замуж за её отца и что та не любит его, потому что сердце девушки принадлежит другому.
В ту же ночь Реджина уходит в конюшню, где Дэниел готов к побегу. Они выходят из конюшни, но Кора возникает перед ними и кидает их обратно. Она произносит речь, где говорит, что принесла много жертв, чтобы дать дочери жизнь, которую она имеет сейчас. Но видя истинную любовь Реджины и её возлюбленного, лука́вица добавляет, что видит: их не остановить, и девушка обнимает её с благодарностью. Затем Кора отводит Дэниела, говоря ему, что родители всегда делают лучшее для своих детей. К сожалению, после того, как он хотел обнять Кору, она вырывает сердце юноши и давит его, тем самым убивая Дэниела, который умирает на руках у невесты. Безутешная Реджина сквозь слёзы спрашивает у матери, почему она сделала это, и Королева Сердец невозмутимо отвечает, что это был её «счастливый конец», а затем велит той вытереть слёзы, потому что теперь ей быть королевой.
Позже Реджину одевают в свадебное платье. Белоснежка заходит в комнату и говорит ей, что она прекраснее всех на свете, затем рассказывает о том, как она вынужденно донесла её матери о Дэниеле, но извинилась, сказав, что просто не хотела, чтоб Реджина потеряла свою мать, как она потеряла собственную. Девочка спрашивает будущую мачеху, сердится ли она, но дочь Коры отвечает, что нет, и заявляет даже, что они собираются быть семьёй. Однако после ухода Снежки поведение девушки начинает меняться. На самом деле она пребывала в чудовищной ярости и жаждала мести; чувства эти не покинули её впоследствии и за тридцать лет. Тут Кора входит в комнату, отправляя Белоснежку паковать вещи, и говорит, что она сильно гордится дочерью. Та догадывается: мать знала, что король будет проездом, и галоп коня, на котором была принцесса — её же рук дело. Не показывая своих чувств, Реджина бросает угрюмо: «Да лучше б она разбилась!..»

### Открывающая сцена
Белоснежка скачет на коне.

## Съёмки
"Конюх" была написан в соавторстве c Эдвардом Kитсис и Адамом Хоровицем.

### Рейтинги
Оценки эпизода и аудитория были немного ниже, но по-прежнему остаются стабильными, забив среди лиц в возрасте 18—49, рейтинг 2.8 / 8, и смотрели 8,36 миллиона зрителей.